# Jungholtz
Jungholtz é uma comuna francesa na região administrativa de Grande Leste, no departamento Alto Reno. Estende-se por uma área de 4,01 km². Em 2010 a comuna tinha 929 habitantes (densidade: 231,7 hab./km²).